# Gastronomía de París
La gastronomía de París, aunque en un sentido estricto se refiere a la larga tradición culinaria de la ciudad de París, en un sentido general también hace referencia a la cocina de toda la región parisina, oficialmente denominada Isla de Francia.
Por su situación geográfica y climática, por su tradición culinaria y sobre todo por ser una gran metrópolis capital de la República Francesa, París goza de acceso a una gran variedad de productos y alimentos de todo el mundo: carnes de res, cerdo, pollo... pescados y mariscos del atlántico y mediterráneo, verduras y hortalizas como la cebolla, el tomate, las verduras de hoja, así como frutas, granos como el arroz, el trigo o el maíz, frutos secos, almidones como la patata, dulces como la miel... y gran variedad de alimentos y platos de otras culturas que también han influido en la cocina tradicional francesa.
En París se originó y desarrolló la Alta Cocina (Haute cuisine) de la mano de reputados chefs como Marie-Antoine Carême, François Pierre de la Varenne, Auguste Escoffier, François Vatel o Fernand Point entre muchos otros. La gastronomía de París vivió su auge durante los siglos XIX y XX, influyendo decisivamente en la gastronomía mundial. Esta gastronomía fue liderada en parte por la burguesía parisina, y más particularmente por los cocineros de la corte ya que la ciudad era la sede de la monarquía francesa. Los ciudadanos de París se han ganado la reputación de tener buen paladar, es decir, de apreciar el buen comer y los productos de calidad. Ya en 1803, el periodista Grimod de La Reynière escribía:

El apetito de los parisinos es insaciable... ¿no hay ciudad en el mundo donde los comerciantes y los fabricantes de comestibles también se multipliquen? Hay cien restauradores para un librero y mil pasteles para un ingeniero en instrumentos matemáticos
Grimod de La Reynière, 1803

## Productos

### Carnes y charcutería

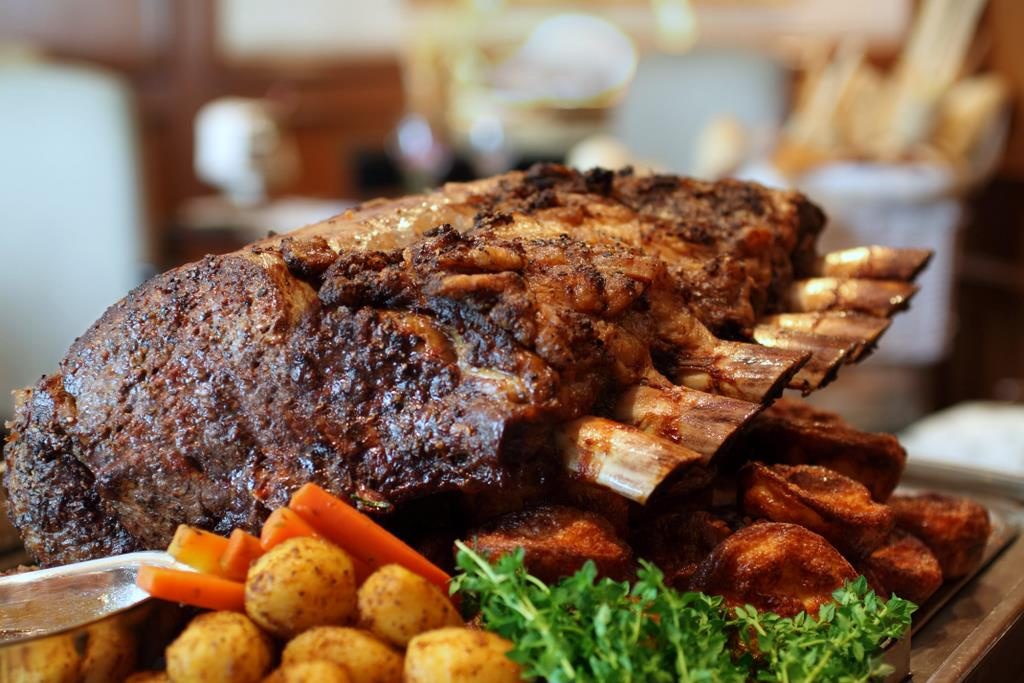
Côtes rôties (costilla asada).

La cocina parisina es famosa por sus aves de corral, que se consideran especialidades que una vez se sirvieron en la corte de Luis XIV de Francia. De la región parisina, concretamente de Yvelines provienen las gallinas Houdan.
Existe en París el cerdo generoso que proporciona el famoso jambon de Paris (llamado en España jamón de York o jamón dulce), consumido en diferentes formas: como relleno para cruasán, en un plato con mantequilla o en un croque-monsieur.
Recetas tradicionales con carne incluyen el miroton de bœuf (estofado de ternera), el côte rôtie (costilla asada) o el entrecôte Bercy (filete a la parrilla con vino). En cuanto a charcutería, cabe nombrar la salchicha de París (saucisson à l'ail), carne de cerdo embutida con ajo y especias, el pudín negro de París (boudin à l'oignon) o el escalope parisino (escalope parisienne, variante del escalope vienés) y también los patés (pâtés) tradicionales.

### Frutas, verduras y otros vegetales

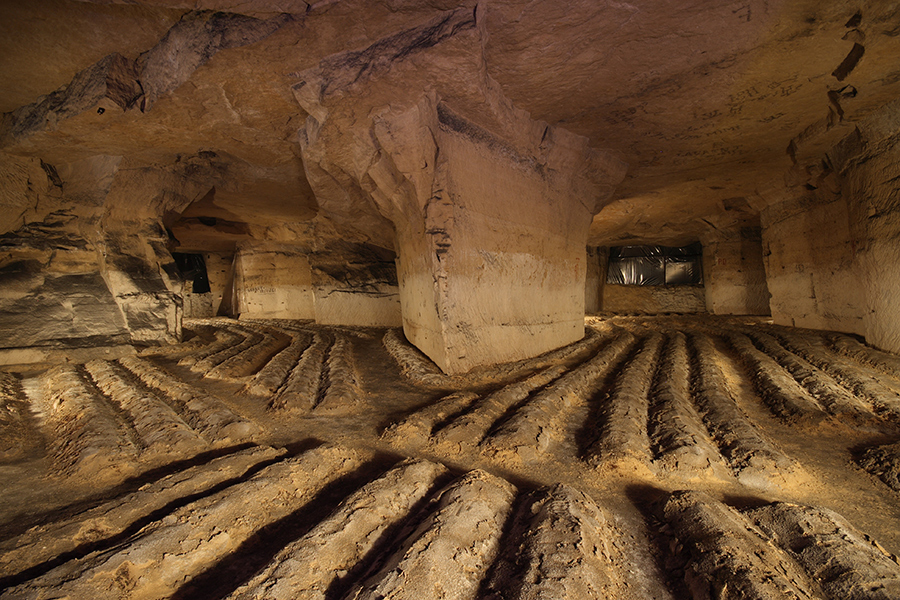
Antigua champiñonería, una granja subterránea para cultivar champiñón de París.

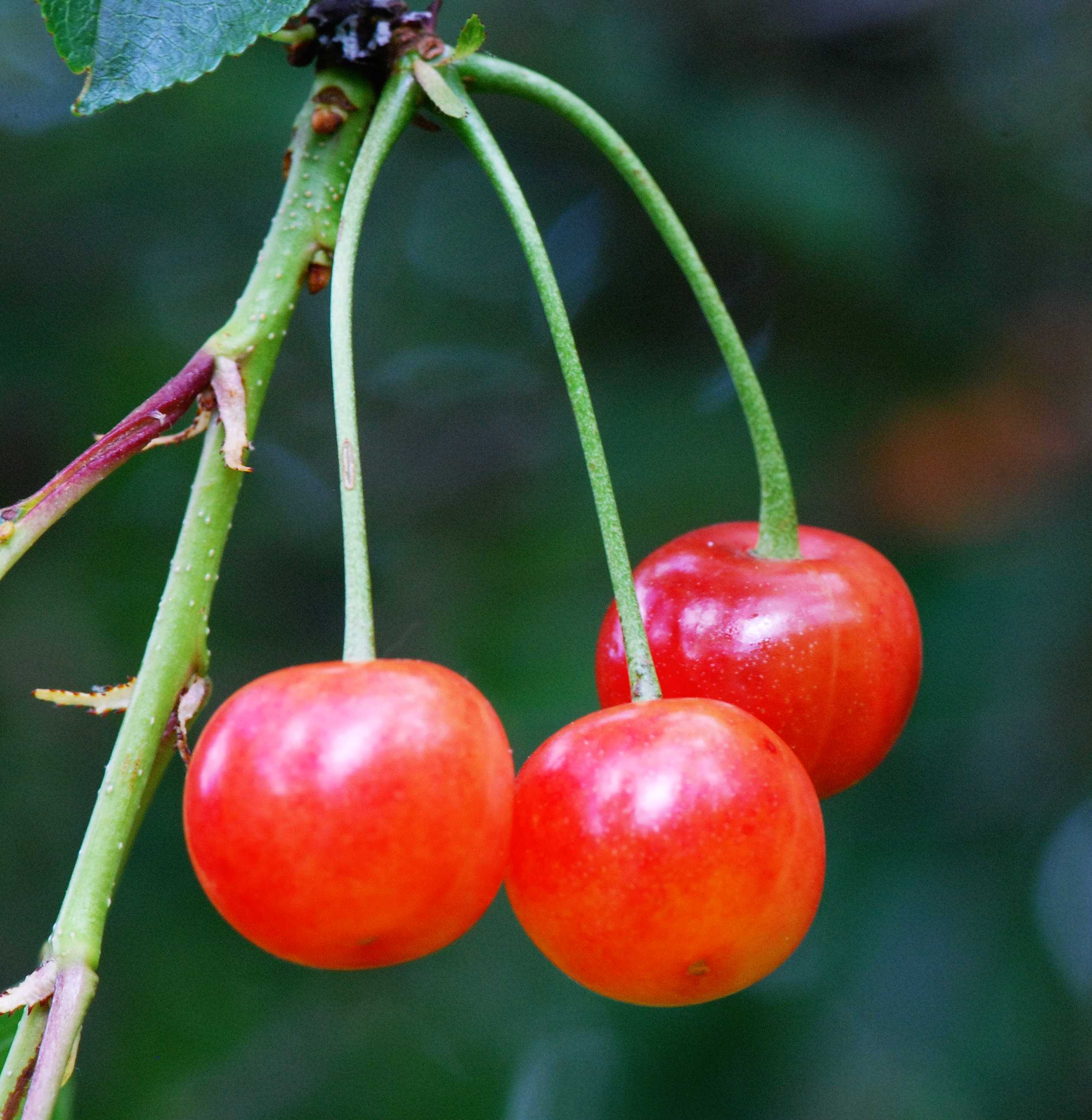
Cereza Montmorency.

La cereza de Montmorency (Prunus cerasus) es una fruta simbólica de París. En el siglo XIX, los parisinos alquilaban cerezos para pasar el rato a su sombra.
El champiñón de París (Agaricus bisporus) es el hongo también simbólico de París, aunque la gran mayoría de la producción comercializada se produce en otras áreas (70% en China, 7% en los Estados Unidos, 4% en Polonia y los Países Bajos) ya que la denominación del hongo no está protegida. En 1670, el jardinero de Luis XIV, Jean-Baptiste de La Quintinie, comenzó a cultivar champiñón de prado (Agaricus campestris) para el Rey.
También podemos mencionar los espárragos de Argenteuil, la ciruela italiana de Chambourcy, popular para preparar mermeladas, o la zanahoria de Croissy, donde también se produce puerro, rábano y lechuga. De hecho, se le dedica un festival en Croissy a la zanahoria desde 1936. A partir del siglo XVII en algunas zonas de la Isla de Francia (sobre todo Montreuil, al oriente de París) se extendió la cultura del mur à pêches, un tipo de fruticultura por la que se podían cultivar en el norte de Francia frutas propias de climas más templados, como el durazno.

### Panes y repostería

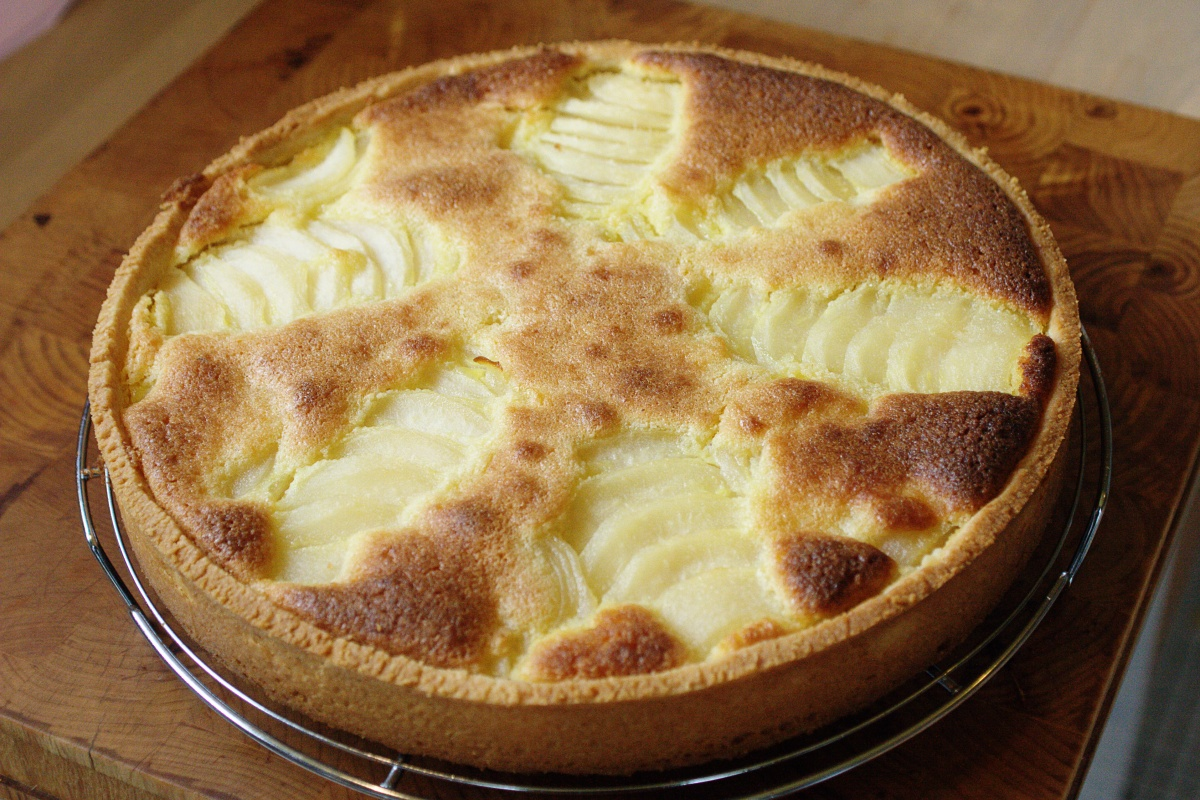
Tarta Bourdaloue.

Entre los panes parisinos, está la famosa baguette, pero también el pan briare y el pan vexin.
En cuanto a repostería está la tarta Saint Honoré, la tarta Bourdaloue, la tarta ópera, el pastel financier, el milhojas y la mayoría de los pasteles hechos con pasta choux. Muchos de estos postres se han desarrollado o inventado en la pastelería Rue de la Paix, del gran chef parisino Marie-Antoine Carême, padre de la pastelería y confitería francesa moderna. También podemos mencionar el brioche de Nanterre.

### Quesos

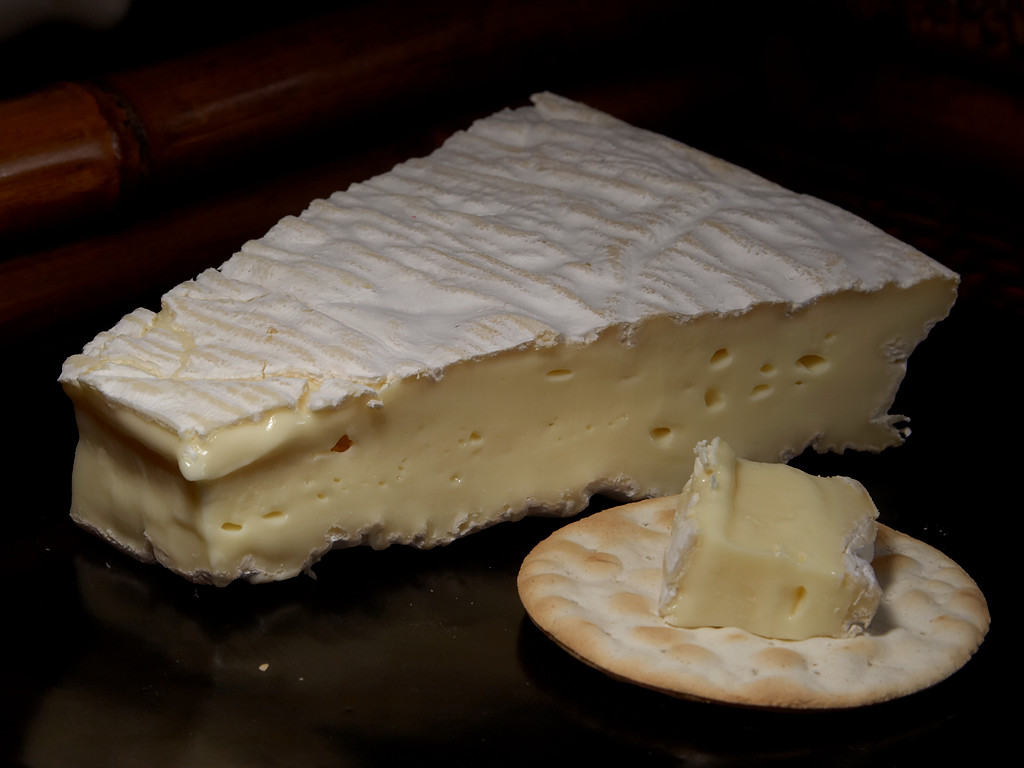
Queso brie.

Existen más de cien tipos de quesos en París. El queso brie es uno de los más exportados de la Isla de Francia, concretamente de la agrícola región de la Brie (Sena y Marne), al este de París. El brie es un queso de textura cremosa, de sabor suave a fuerte según la maduración, cuyo exterior es una capa sólida pero comestible. De Sena y Marne son también originarios el queso coulommiers (de la región de Coulommiers), el queso chevru (de Chevru) y el butte en pavé de Doue. El queso fontainebleau se utiliza principalmente para cocinar el pastel fontaineblau.

## Platos originarios de París
El matelote de anguilas (matelote d'anguille) cocinadas con vino tinto o vino blanco es un plato originario de París y muy popular. Era una receta típica de las guinguettes cercanas al río Marne. El «matelote» es un guiso que tiene de base uno o más tipos de pescado (lucio, perca, carpa, barbo...) aromatizados con vino o sidra, acompañados de verduras u hongos. Se considera tradicionalmente un plato de pescadores.
Otro plato típico de la región parisina es la sopa de cebolla, una sopa de origen humilde ya atestiguada en la edición más antigua de Le viandier, un libro de cocina del siglo XIV de Taillevent, conservado en la Biblioteca Nacional de Francia. En la actualidad, se sirve con rebanadas de pan y queso gratinado por encima.
En cuanto a carnes, destacan el entrecôte Bercy, un entrecot de ternera (originalmente, de carne de caballo) hecho a la parrilla con una salsa a base de chalotas, jugo de limón y vino blanco llamada Bercy (originada en el barrio de Bercy de París). También el bœuf-miroton, un guiso elaborado con carne de buey, el côte rôtie, o el boeuf à la mode, platos de carne que tradicionalmente se sirven con una copa de vino tinto.
El croque-monsieur es un sándwich mixto que se elabora con queso Gruyère o Emmental y se asa al horno con el queso gratinado por encima. Se dice que nació en un restaurante del Bulevar de las Capuchinas, en 1910. El croque-monsieur aparece mencionado en la obra de Marcel Proust À l'ombre des jeunes filles en fleurs (1919).

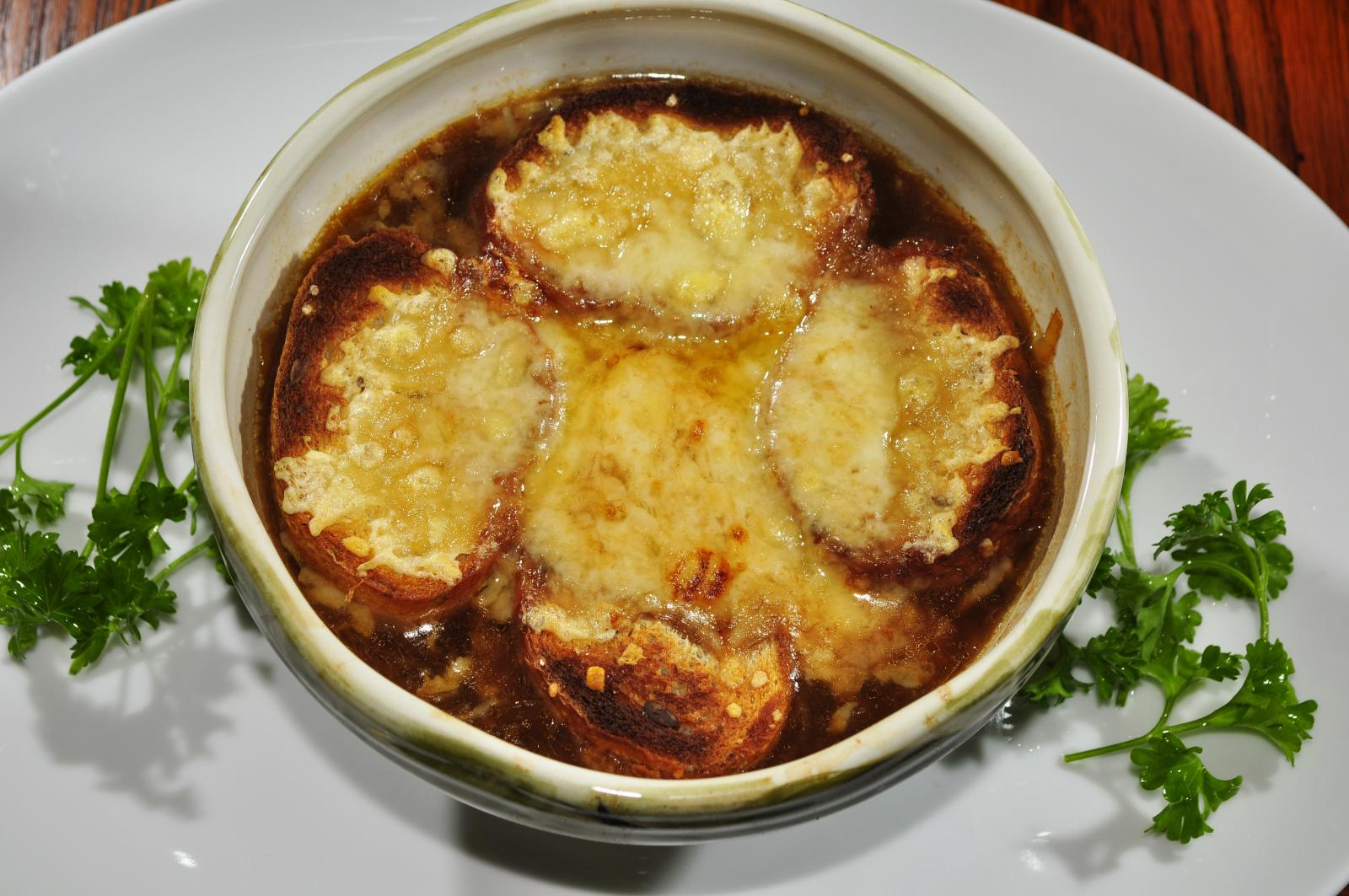
Sopa de cebolla.
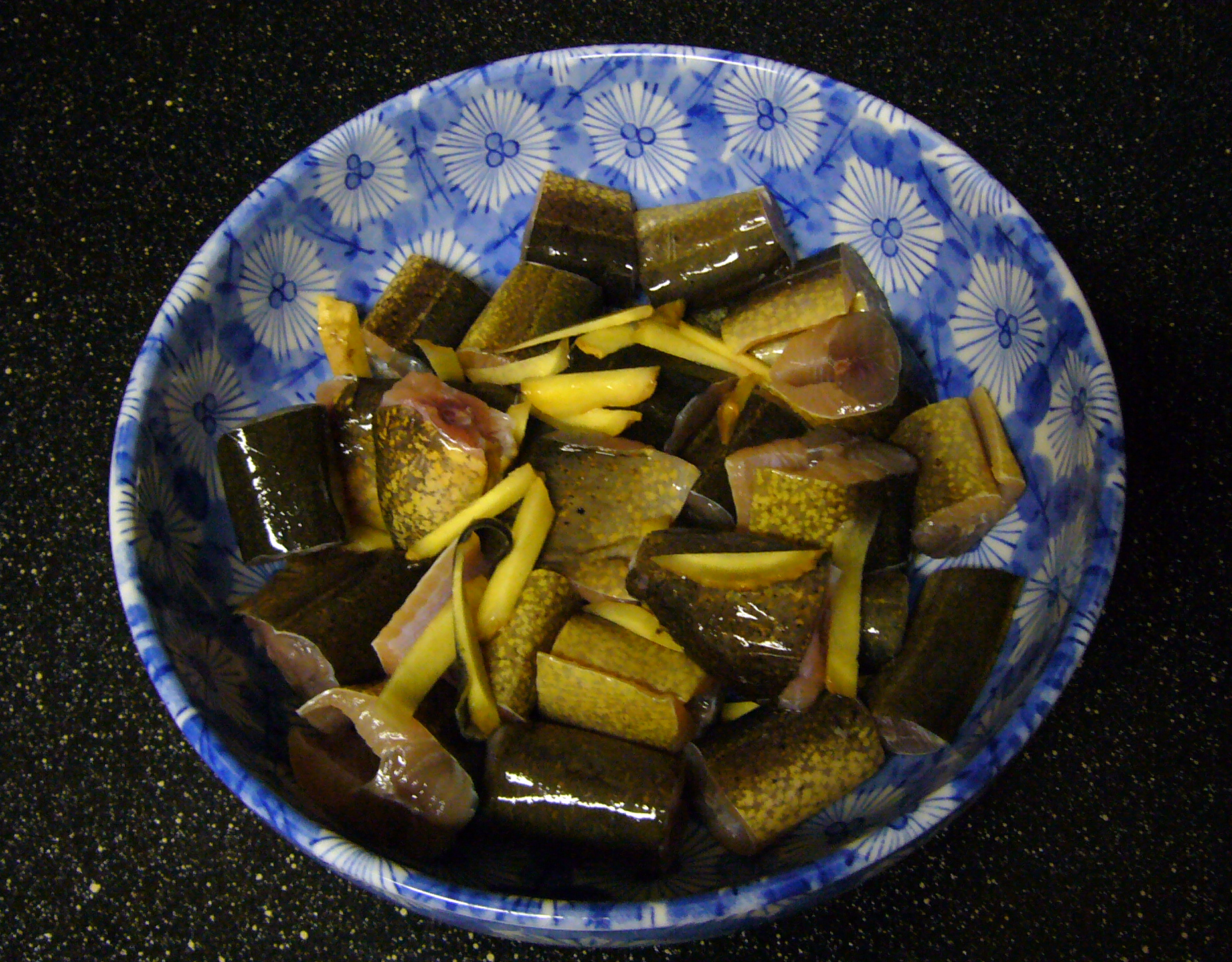
Matelote de anguilas.
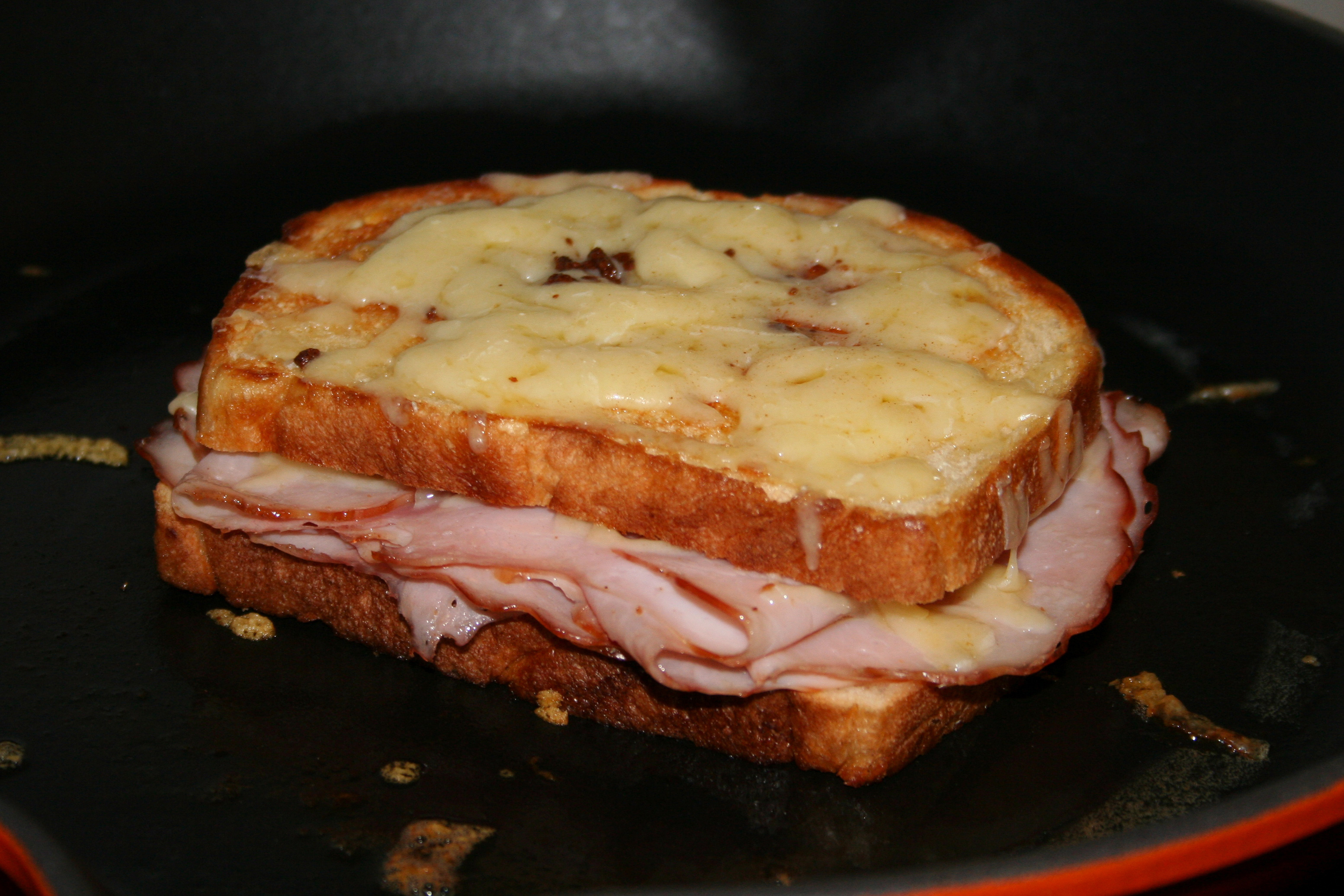
Croque-monsieur.

## Bebida

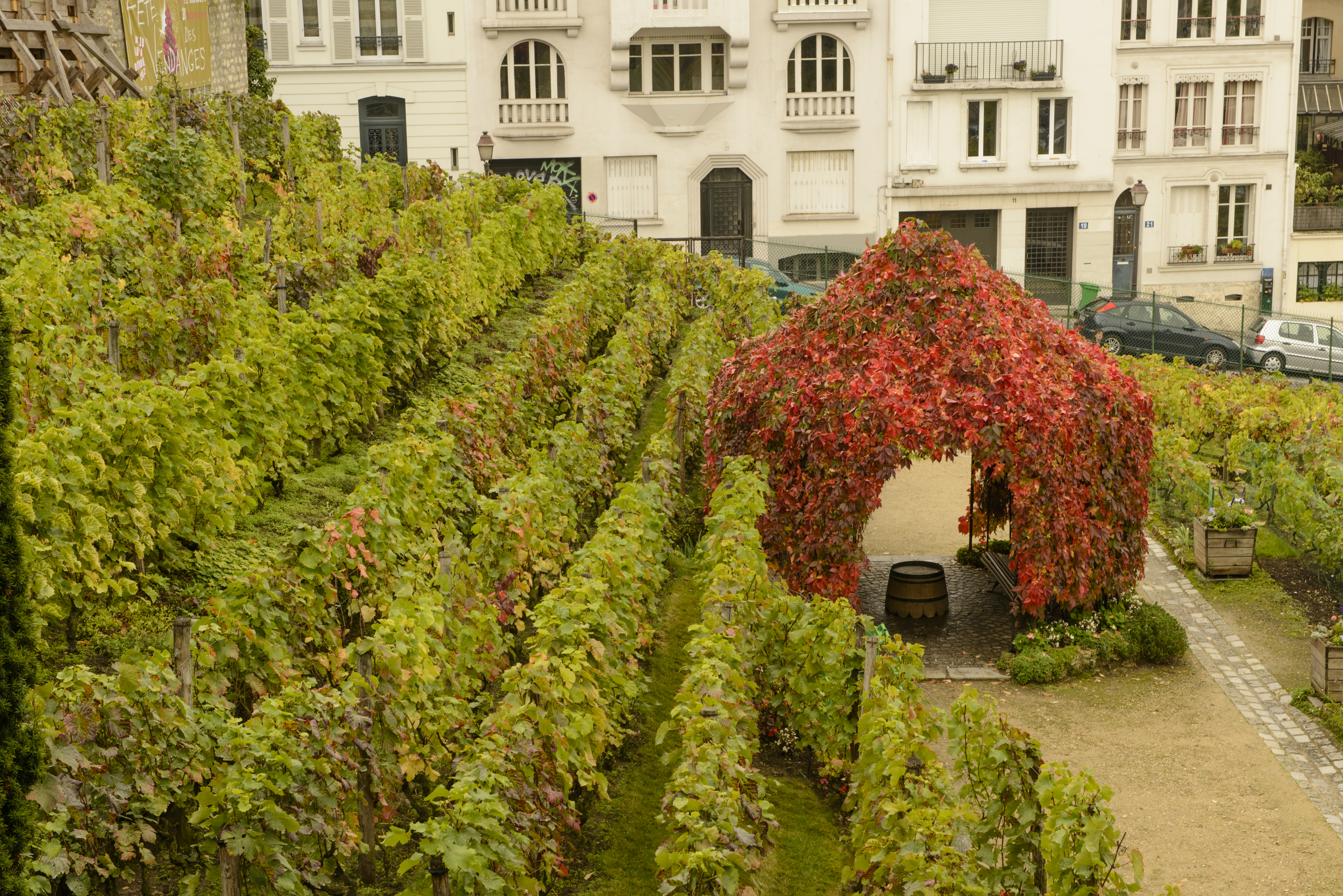
Viñedo de Montmartre.

### Cerveza
La cervecería La Nouvelle Gallia desaparece en 1968 y, con ella, las cervezas oriundas de París.
No fue hasta octubre de 2012, cuando reabrió una cervecería en París, la Brasserie de la Goutte d'Or, en Buttes-Montmartre, seguida de varios otras, para volver a conectar con una larga tradición cervecera.

### Viticultura
Los viñedos de Isla de Francia (vignoble d'Île-de-France) se consideraron, hasta bien entrado el siglo XIX, los más importantes de Francia. En su apogeo, los viñedos de esta región ocupaban 42.000 ha en 300 municipios. Algunos de sus vinos eran muy conocidos porque se servían en las mesas reales, como el de Suresnes. La cultura vitícola de Isla de Francia entró en declive con la aparición del ferrocarril y las plagas de filoxera. La gran mayoría desaparecieron tras la Segunda Guerra Mundial.
Existe, sin embargo, un viñedo dentro de la ciudad: el Viñedo de Montmartre (Clos-Montmartre), situado en la ladera norte de la colina de Montmartre. El vino de Montmartre ya se producía en el siglo X y desde 1934 se celebra el Festival de la vendimia de Montmartre (Fête des vendanges de Montmartre). Tradicionalmente, el vino parisino proviene de los viñedos de Montmartre; fuera de la ciudad destacan los de Saint-Germain-en-Laye y Argenteuil.
Mientras que algunos vinos servidos en el Royal Court eran muy lujosos y famosos, otros son emblemáticos del mal vino, como el vino Argenteuil 
Actualmente cinco comunas al sur de Isla de Francia (concretamente de la prefectura de Sena y Marne) entran dentro del área de producción del champán y de su AOC (appellation d'origine protégée) o denominación de origen protegida. Estas son: Citry, Méry-sur-Marne, Nanteuil-sur-Marne, Saâcy-sur-Marne y Sainte-Aulde.

## Restauración en París

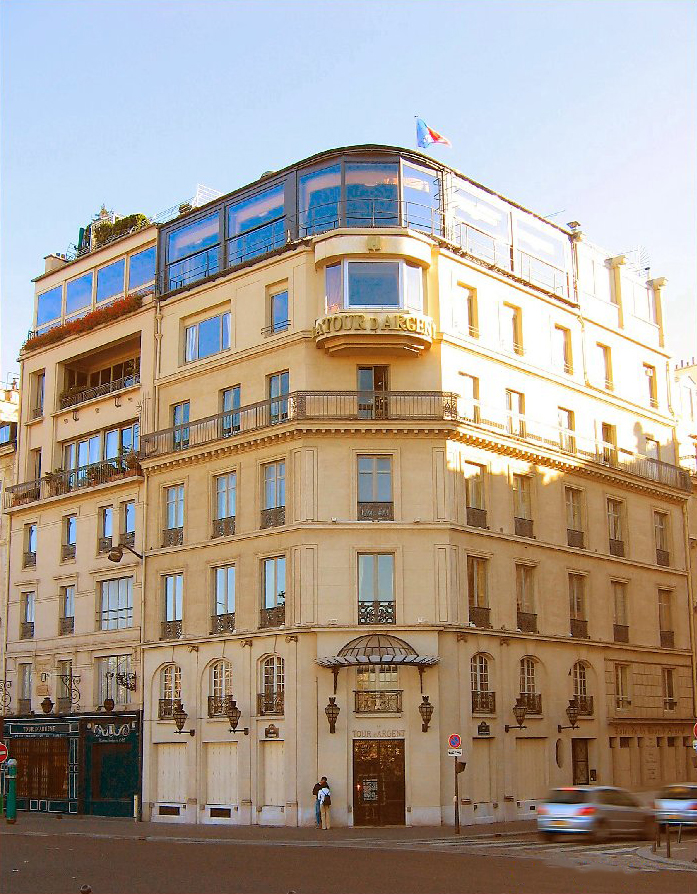
La Tour d'Argent, en la calle Quai de la Tournelle 17.

París destaca por su oferta de restaurantes y otros establecimientos donde se sirven comida y bebida. No se puede explicar la historia de la alta cocina sin mencionar los grandes restaurantes gourmet parisinos como Maxim's (abierto en 1893), Le Grand Véfour (1784), L'Archestrate (1968-1985), y La Tour d'Argent (1582).
En el bulevar de Montparnasse se encuentran importantes restaurantes como La Coupole, La Closerie des Lilas, La Rotonde, Le Dôme o Le Select. El Bouillon Chartier, que se encuentra en el noveno distrito, tiene la categoría de Monumento Histórico de Francia.
En la calle de Rivoli se encuentra la tetería Angelina, conocida por su chocolate caliente y por haber sido frecuentada por personalidades como Coco Chanel. La Brasserie La Lorraine, cuya especialidad son los productos del mar, fue frecuentada por Charlie Chaplin y Jean Gabin.